# Mouriri latihila
Mouriri latihila är en tvåhjärtbladig växtart som beskrevs av Thomas Morley. Mouriri latihila ingår i släktet Mouriri och familjen Melastomataceae.
Artens utbredningsområde är Venezuela. Inga underarter finns listade i Catalogue of Life.